# Ttugoun annjong
A Ttugoun annjong (hangul: 뜨거운안녕, RR: Ddeugeoun Annyeong; angol címén Rockin’ on Heaven’s Door, alternatív címén: Passionate Goodbye) 2013-ban bemutatott dél-koreai filmdráma I Honggi (Lee Hong-gi) és Pek Csinhi (Baek Jin-hee) főszereplésével, mely egy halálos betegeket ápoló otthonban önkénteskedő K-pop-idolról szól. A filmet Szingapúrban is bemutatták.

## Történet
Cshungi (Chung-ui) nagyképű és önfejű popsztár, aki állandóan bajba keveredik. Egy éjszakai klubban történt verekedést követően a bíróság közmunkára ítéli a fiatal énekest, amit egy halálos betegeket ápoló otthonban kell letöltenie. A fiú maga is mély sebeket hordoz, miután édesanyja súlyos betegségben hunyt el. Az eleinte tartózkodó és pökhendi Cshungi (Chung-ui) lassan megkedveli a betegeket, ahogy megismeri az életüket és a gondjaikat. Az otthont hamarosan be kell zárni, mert nincs pénz a fenntartására, ezért a betegek házi együttese, a Phoenix Band úgy dönt, jelentkezik egy televíziós tehetségkutató versenyre. Csakhogy a feltétel a saját dal, ők pedig nem zenészek, ezért megkérik Cshungi (Chung-ui)t, adjon nekik dalt és segítsen felkészülni a meghallgatásra. Cshungi (Chung-ui) eleinte csak azért megy bele, hogy lerövidíthesse a büntetését, azonban gyakorlás közben rájön, mit is akar csinálni igazából, és jelleme is megváltozik. Miután az eredeti együttes minden tagja távozik az élők sorából, Cshungi (Chung-ui) újra és újra létrehozza a Phoenix Bandet az otthon újabb lakóiból, és segít nekik a zenén keresztül megtalálni az álmaikat haláluk előtt.

## Szereplők
- I Honggi (Lee Hong-gi) mint Cshungi (Chung-ui)
- Pek Csinhi (Baek Jin-hee) mint Anna
- Ma Dongszok (Ma Dong-seok) mint Muszong (Mu-seong)
- Im Vonhi (Im Won-hee) mint Pongsik (Bong-shik)
- Cson Minszo (Jeon Min-seo) mint Haun (Ha-eun)